# Marianne Brandt (Künstlerin)

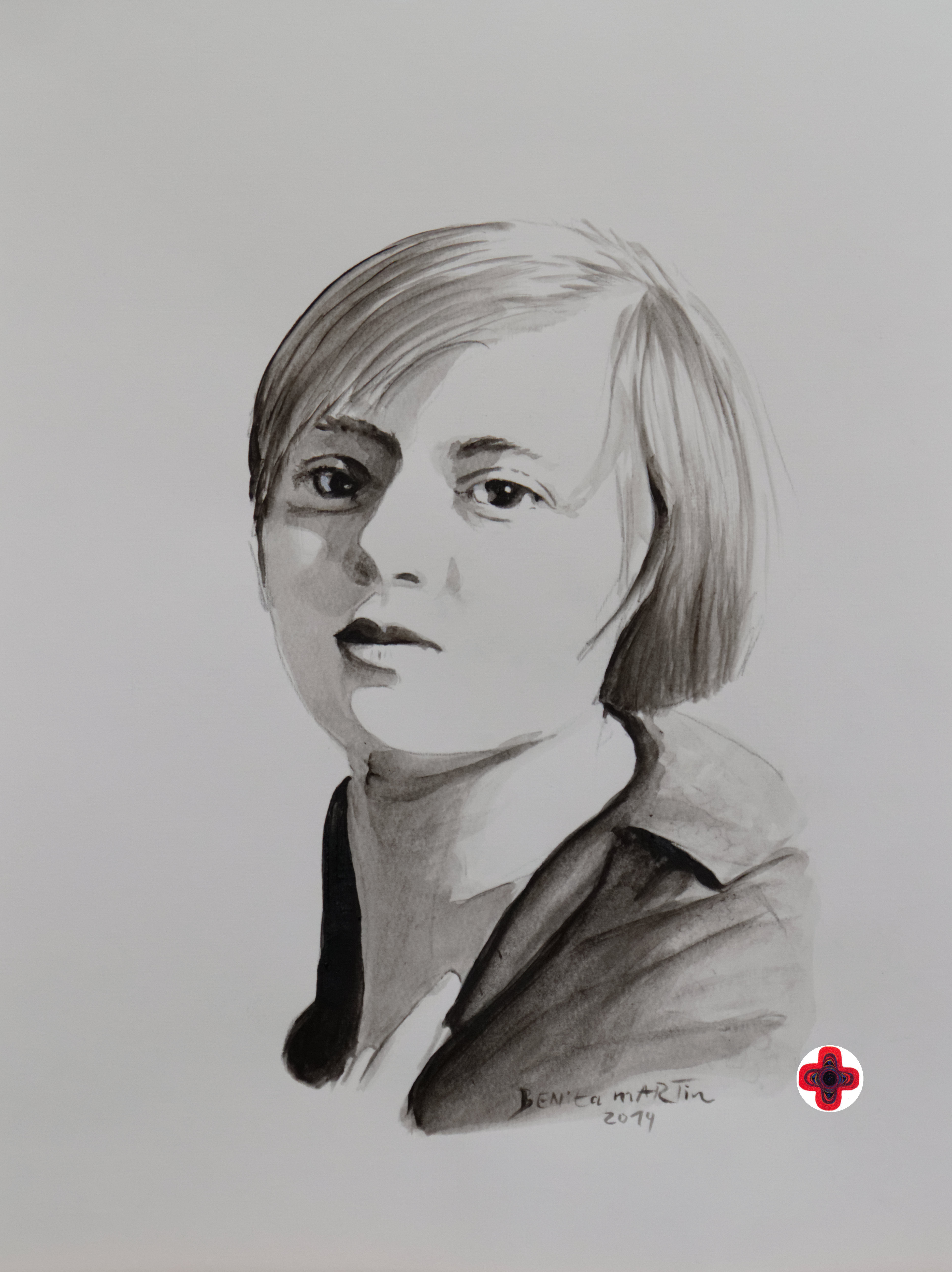
Marianne Brandt. Porträtzeichnung von Benita Martin (2014)

Marianne Brandt (* 1. Oktober 1893 in Chemnitz; † 18. Juni 1983 in Kirchberg; gebürtig Marianne Liebe) war eine deutsche Designerin, Fotografin, Malerin und Bildhauerin. Mit ihren Produktentwürfen in der Metallwerkstatt am Bauhaus, von denen einige als Design-Klassiker noch heute nachgebaut werden, zählt sie zu den bekannten Bauhaus-Künstlerinnen.

## Leben und Werk

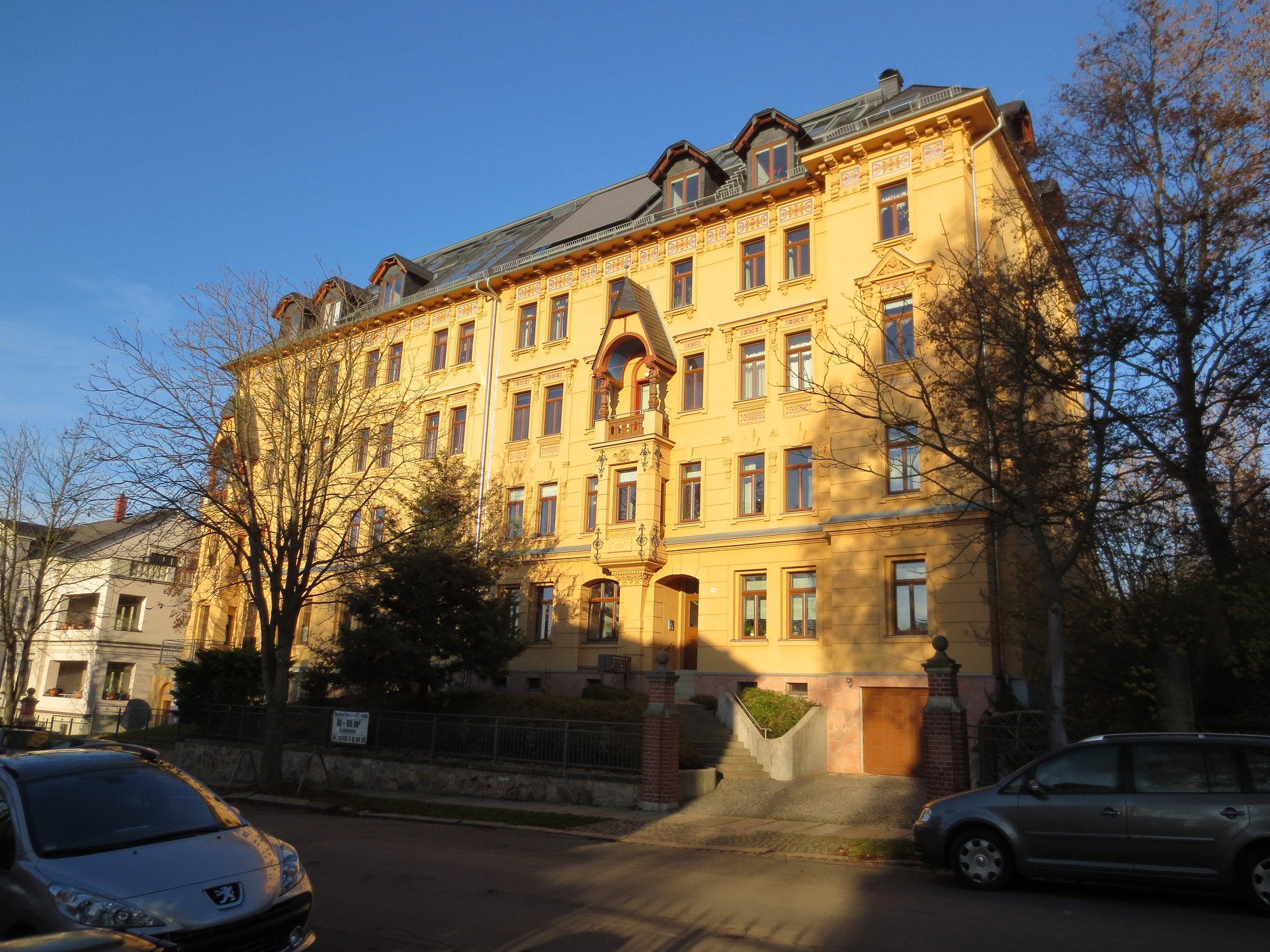
Links: Marianne Liebes Elternhaus, Heinrich-Beck-Straße 22 in Chemnitz

Marianne Liebe verbrachte ihre Kindheit in Chemnitz. Ihre Eltern, der Rechtsanwalt Franz Bruno Liebe (1848–1936) und Clara Franziska Liebe (geb. Hänel 1862–1947) förderten die musischen Interessen der drei Töchter. Der Vater, ein angesehener Rechtsanwalt, war Mitglied der Chemnitzer Kunsthütte und des Theatervereins und reiste oft nach Italien.

### Weimar
1911 entschloss sich Marianne Liebe, nach Weimar zu ziehen, wo sie ein Jahr lang die Fürstliche freie Zeichenschule besuchte, die unter der Leitung von Hugo Flintzer († 1917) stand. Anschließend bereitete sie sich weiter auf die Hochschule für Bildende Kunst vor, wo sie im März 1913 in die Zeichenklasse aufgenommen wurde. Von der Zeichenklasse wechselte sie in die Naturklasse von Fritz Mackensen und vertiefte ihre Studien sowohl der Landschafts-, Porträt- und Aktmalerei, als auch der Plastik. Expressionistische figurative Werke waren die Exponate ihrer ersten Ausstellung, welche in der renommierten Chemnitzer Galerie Gerstenberger stattfand. Unter ihren Kommilitonen waren Hans Arp, Otto Pankok und Otto Lindig sowie ihr späterer Ehemann Erik Brandt. Nachdem Mackensen die Hochschule zu Beginn des Ersten Weltkriegs verlassen hatte, unterbrach sie ihr Studium.

### Oslo
1918 verließ sie endgültig die Hochschule und heiratete 1919 Erik Brandt. Die beiden gingen vorübergehend nach Norwegen und wohnten dort kurzzeitig bei Eriks Eltern, von denen sie allerdings wenig Unterstützung erfuhren. Danach bewohnten beide eine kleine beengte Atelierwohnung und Erik hatte 1920 seine erste Ausstellung im Kunstverein Oslo. Heimisch wurde Marianne Brandt allerdings in Norwegen nicht. Die beiden unternahmen weitere Studienreisen und blieben für ein Jahr in Paris, von wo sie vermutlich zusammen Ende 1921 nach Weimar zurückkehrten. An der dortigen Hochschule nahm Brandt an Bildhauer-Seminaren von Richard Engelmann teil. Ihr Mann ging im selben Jahr zurück nach Norwegen.

### Bauhaus

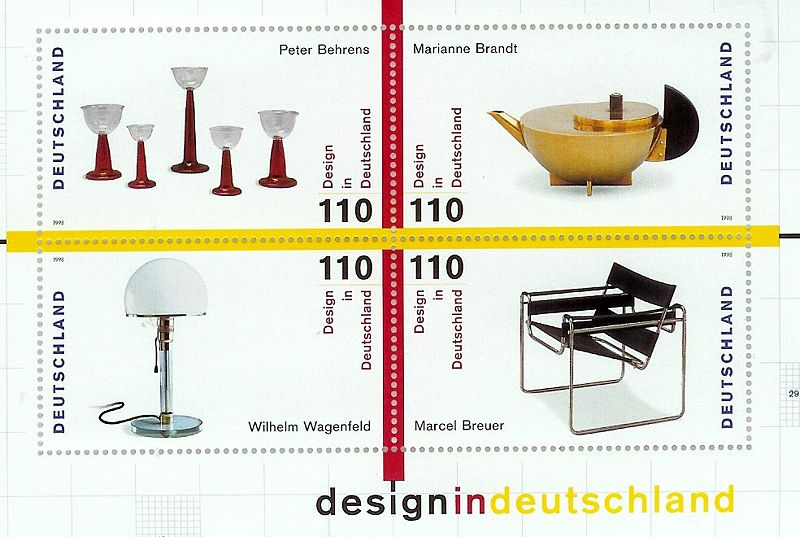
Briefmarkenblock „Design in Deutschland“ mit Motiv einer Kanne Brandts

Durch die Weimarer Bauhaus-Ausstellung im Jahr 1923 angeregt, setzte sich Marianne Brandt mit einer neuen abstrakten Auffassung von bildender und angewandter Kunst auseinander und begann im Wintersemester 1923/1924 mit ihrer Ausbildung am Staatlichen Bauhaus in Weimar. Zuvor hatte sie ihre gesamten gemalten Bilder verbrannt. Sie besuchte zunächst die Vorklasse von László Moholy-Nagy und Josef Albers. Außerdem wurde sie von Wassily Kandinsky und Paul Klee in Form- und Farbgestaltung unterrichtet. Zwischen Brandt und dem Leiter der Metallwerkstatt Moholy-Nagy entwickelte sich ein enges Verhältnis. Bereits zu diesem frühen Zeitpunkt entwarf sie im Vorkurs nach Moholy-Nagys Vorstellung von asymmetrischen Gleichgewichtskonstruktionen einen Tintenfasshalter mit Federablage aus Kupferblech und der Kupfer-Nickel-Zink-Legierung Neusilber, eine Arbeit, die bereits auf ihre erfolgreichen Werke hinweist. Wenig später fertigte sie aus innen versilbertem Messingblech und Ebenholz – anschließend auch aus Neusilber, das für eine Serienproduktion preisgünstiger und besser geeignet war – das Tee-Extraktkännchen MT 49.
Nach ihrer Ausbildung in der Metallwerkstatt, die sie am neuen Bauhaus in Dessau mit der Gesellenprüfung abschloss, wurde sie 1926 zur stellvertretenden Leiterin der Metallwerkstatt ernannt. Im selben Jahr entstanden Leuchtenentwürfe für das neue Bauhausgebäude. 1926–1927 verbrachte Brandt einen Arbeitsaufenthalt in Paris, wo sie vor allem Collagen und Fotocollagen gestaltete, in denen sie sich mit dem Großstadtleben auseinandersetzte und die Stellung der Frau reflektierte. Nach dem Weggang Moholy-Nagys war sie vom 1. April 1928 bis zur Berufung Alfred Arndts, 1929, kommissarische Leiterin der Metallwerkstatt in Dessau. Damit war sie die einzige Frau neben Gunta Stölzl, die eine verantwortliche Stellung am Bauhaus innehatte. Zur Zulassung von Frauen als Schülerinnen in der Metallwerkstatt schrieb Marianne Brandt in ihrem Brief an die junge Generation: „Zuerst wurde ich nicht freudig aufgenommen. Eine Frau gehört nicht in die Metallwerkstatt, war die Meinung.“ Man habe ihr „vorwiegend langweilige mühsame Arbeit“ übertragen und das ihr gegenüber später auch bestätigt.
Bereits ab 1926 initiierte und organisierte Brandt eine Zusammenarbeit mit der Berliner Beleuchtungsfirma Schwintzer & Gräff sowie mit der Leipziger Firma Körting & Mathiesen, die unter dem Markennamen „Kandem“ Leuchten herstellte. Schon 1927 waren die ersten Produkte auf dem Markt. Nach und nach entstanden Prototypen für erfolgreiche Serien von Tisch-, Wand- und Stehleuchten der Marke „Kandem“. Die Hochschule erhielt monatliche Zahlungen und Lizenzgebühren, von denen ihr die Hälfte verblieb, die andere Hälfte wurde zwischen der Metallwerkstatt, ihrem Meister und dem jeweiligen Gestalter aufgeteilt. Das Unternehmen bekam im Gegenzug den „ersten Zugriff“ auf Leuchten-Entwürfe. Auch Beratung, Schulung der Studenten und Überwachung der Produktion gehörten zeitweise zum Umfang der Kooperation. Brandt arbeitete am Bauhaus mit anderen Metallgestaltern wie Christian Dell und Hans Przyrembel zusammen.
Während ihrer Zeit am Bauhaus entwickelte Marianne Brandt 28 Lampenmodelle und führte zur Optimierung lichttechnische Experimente durch.
Leuchten nach Entwürfen von Brandt, aber auch von anderen Bauhaus-Studenten, die in Serie gingen, gehören heute u. a. zur Sammlung des Museum of Modern Art in New York, des British Museum in London und des Busch-Reisinger Museum in Massachusetts.

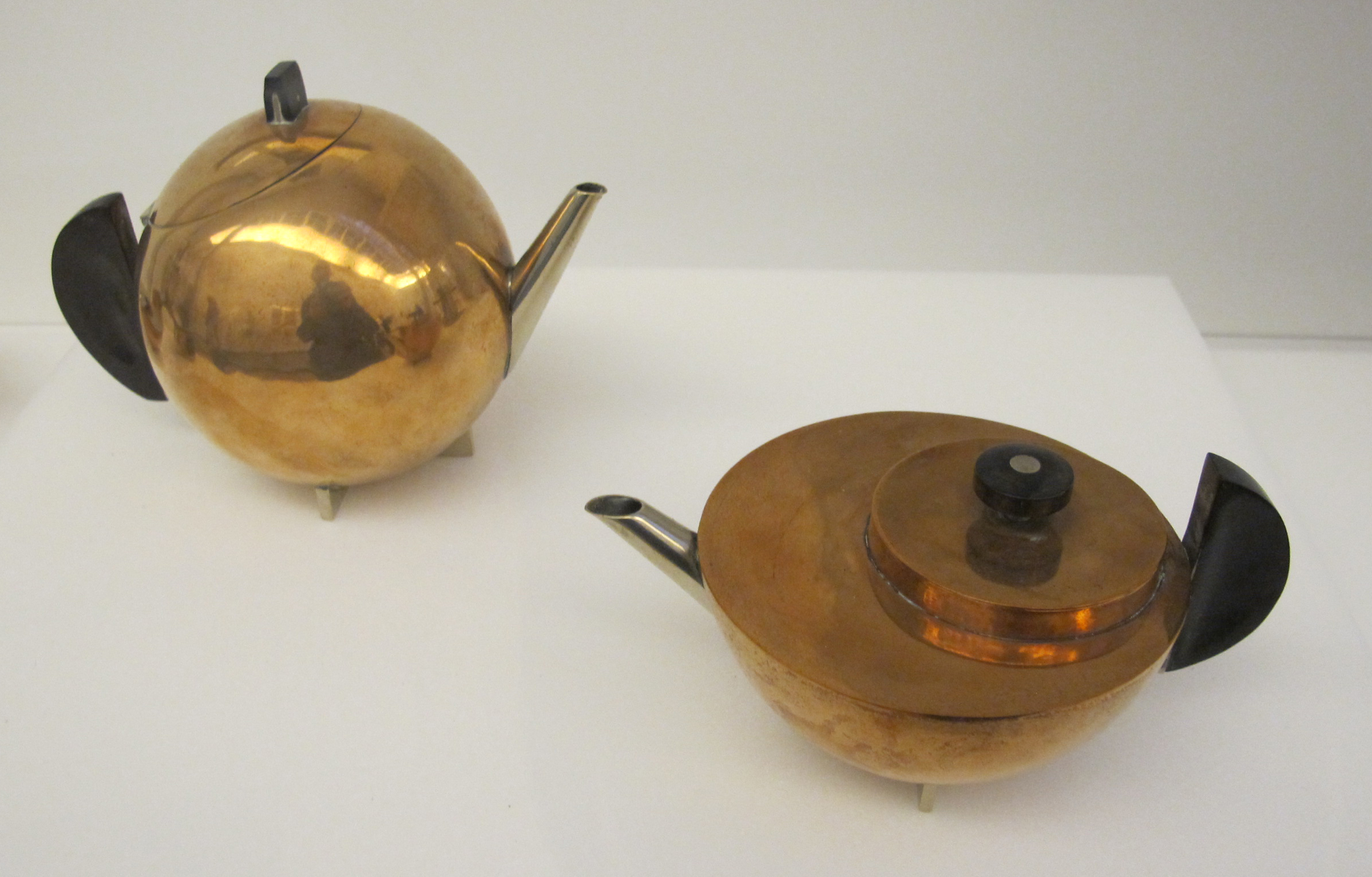
Teekessel, entworfen von Marianne Brandt

Das Grundschema ihrer Konstruktionen setzte sie häufig aus geometrischen Formen Kreis, Kugel, Quadrat und Dreieck zusammen, um Klarheit zu gewinnen und Abstand zum Ornament zu erzeugen. Wie die anderen Produktdesigner und Architekten des Bauhauses folgte Brandt der Devise form follows function, wobei sie neuartige Materialien einsetzte und ihre Funktionalität für die Massenproduktion bei der Formgestaltung erprobte. Sie entwickelte am Bauhaus darüber hinaus eine eigene Formensprache im Bereich der Fotografie und Fotocollage, beeinflusst durch Moholy-Nagy. Ihre Fotos zeigen oft den Prozess ihrer Entstehung. So bildet sie die Position der Kamera, die Hilfsmittel o. ä. ab, wie beispielsweise in ihren zahlreichen Selbstporträts deutlich wird.
1929 schloss sie ihr Studium mit dem Bauhausdiplom ab und arbeitete vier Monate lang im Architekturbüro von Walter Gropius in Berlin als Innenarchitektin, insbesondere für die Siedlung Karlsruhe-Dammerstock. 1930 war Brandt an der Werkbund-Ausstellung in Paris beteiligt, die unter der Leitung von Gropius unter dem Motto „Die Wohnung“ stattfand.
Viele ihrer bekannteren Entwürfe entstanden während ihrer Zeit am Bauhaus und manche, wie z. B. Aschenbecher, Kaffee- und Teeservices und Lampen werden heute noch als Design-Klassiker in unveränderter Form hergestellt. Sie setzte für die Zeit um 1928/29 neuartige Materialien wie Opalglas, geschliffenes Aluminium und vernickeltes Messing ein.

### Weitere Jahre

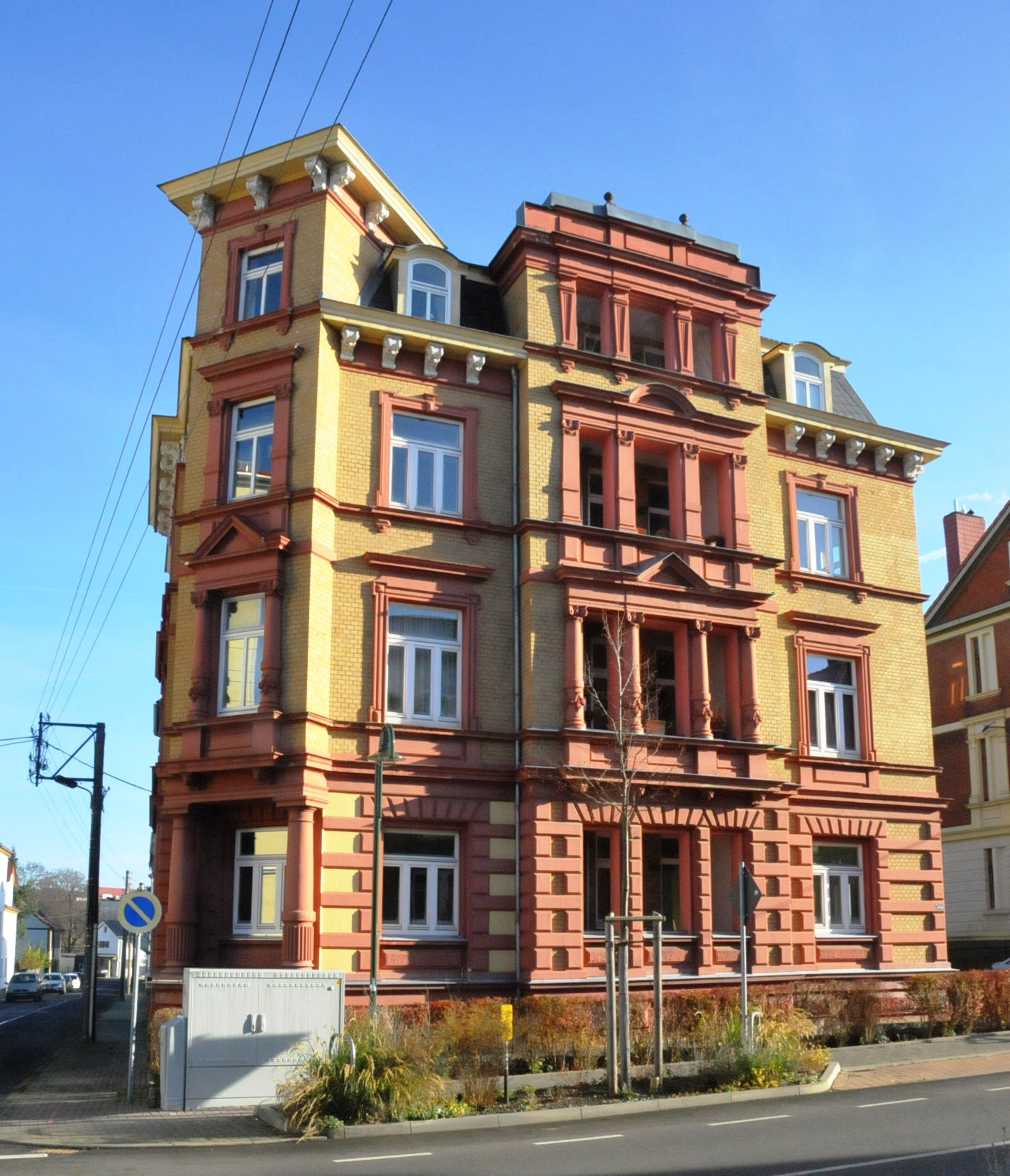
Wohnhaus der Marianne Brandt in Gotha, 18.-März-Straße 34a von 1930 bis 1932

Ende 1929 wurde Brandt Leiterin der Entwurfsabteilung der Ruppelwerk GmbH, einer Metallwarenfabrik in Gotha, wo sie einen größeren Teil der für den Massenbedarf bestimmten Produktpalette von Haushaltsgeräten erneuerte. Aufgrund der wirtschaftlichen Situation wurde sie Ende 1932 entlassen. In dieser Zeit bot sie der Schweizer Wohnbedarf AG Lizenzen für ihre Produkte an und stellte Leuchten während deren „Lichtwoche“ im Kunstgewerbemuseum Zürich aus.
In der Zeit des Nationalsozialismus wohnte Brandt ohne größere eigene Einkünfte in Chemnitz, zumeist in ihrem Elternhaus. 1935 wurde die Künstlerin, die durch ihre Heirat auch norwegische Staatsbürgerin war, von Erik Brandt geschieden. 1939 trat sie laut Bauhaus-Biografie der Reichskulturkammer bei. und konnte anschließend lediglich vereinzelt kleinere gegenständliche Gemälde in Chemnitz ausstellen. Bis 1948 war sie arbeitslos. Sie hatte sich in dieser Zeit in Ermangelung von Designaufträgen wieder der Malerei zugewandt und konnte ihre Bilder auch nach Kriegsende weiterhin regional begrenzt sporadisch zeigen.
Von 1949 bis 1951 lehrte sie als Dozentin für Holz, Metall und Keramik an der Dresdner Hochschule für Werkkunst unter der Leitung von Mart Stam. Sie gestaltete viele Gebrauchsgüter wie Leuchten aus Metall und Keramik. Dabei konnte sie an ihre Erfahrungen am Bauhaus anknüpfen. 1951 bis 1954 war sie die engste Mitarbeiterin von Mart Stam am Institut für industrielle Gestaltung der Kunsthochschule Berlin-Weißensee. Brandt arbeitete gleichzeitig mehrmals als Gutachterin für das Deutsche Amt für Material- und Warenprüfung (DAMW).
Anfang der 1950er Jahre gab es in der noch jungen DDR den sogenannten Formalismusstreit. Danach wurde die moderne Kunst zugunsten des sozialistischen Realismus abgelehnt. Das bedeutete auch für die Formgestalter eine Rückbesinnung auf die sogenannte Volkskunst mit Betonung handwerklich dekorativer Elemente, eine dogmatische Vorgabe, die den Intentionen Brandts entgegenstand.

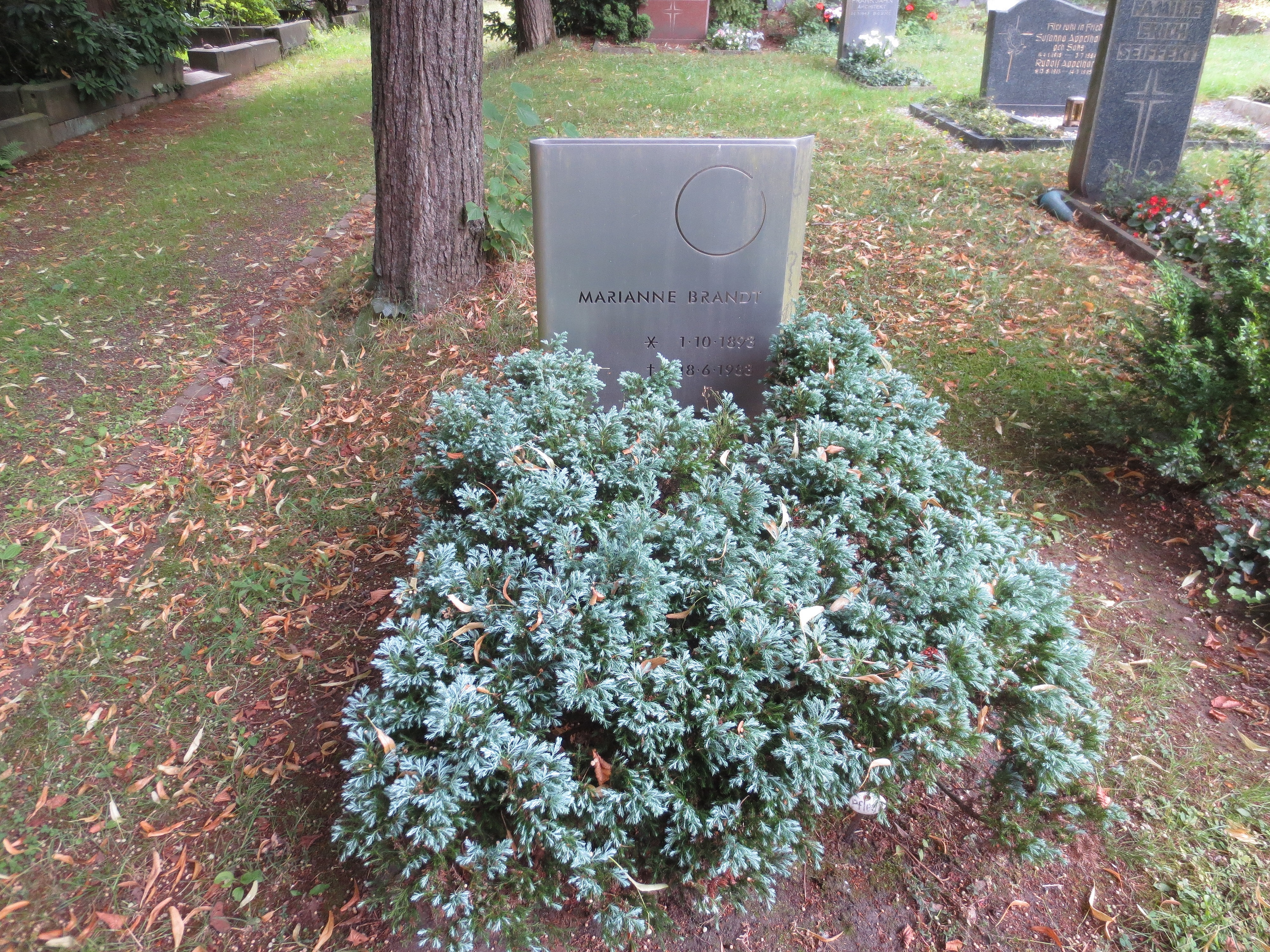
Grabstätte von Marianne Brandt auf dem Nikolaifriedhof in Chemnitz-Altendorf

1953/54 nahm sie daneben in China die künstlerische Betreuung der Ausstellung Deutsche Angewandte Kunst in der DDR wahr, die von Oktober 1953 bis März 1954 in Peking und Shanghai gezeigt wurde. 1954 kehrte sie nach Karl-Marx-Stadt (heute wieder Chemnitz) zurück und widmete sich dort der freien Kunst und dem Kunsthandwerk. 1983 starb sie in einem Pflegeheim in Kirchberg bei Zwickau. Ihre Grabstätte mit der von Clauss Dietel entworfenen Grabstele befindet sich auf dem St. Nikolai-Friedhof Chemnitz.
1998 kam der Briefmarkenblock Design in Deutschland heraus, der neben Arbeiten von drei anderen Industriedesignern auch das Tee-Extraktkännchen Brandts aus dem Jahr 1924 abbildet. Seit 2000 wird vom Chemnitzer Kunstverein „Villa Arte e. V.“ im dreijährigen Turnus der Marianne-Brandt-Wettbewerb ausgeschrieben.

## Werke (Auswahl)

### Design
- Bauhaus Metallwerkstatt: 1924 Tee-Extraktkännchen MT 49[31], Kaffee- und Teeservices und Aschenbecher; Lampenentwürfe[32], darunter 1926 Deckenleuchte DMB30, 1928 Tischleuchte Kandem (Nr. 756) in zwei Größen gemeinsam mit Hin Bredendieck für Körting & Mathiesen[33]
- Ruppelwerk Gotha: Zahlreiche Entwürfe für Gebrauchs-, Büro- und Dekorationsartikel aus Metall, auch in Kombination mit Glas, Holz und anderen Materialien.

### Grafik
- Streichquartett (Linolschnitt; 1951 auf der Mittelsächsische Kunstausstellung)

## Ausstellungen (unvollständig)

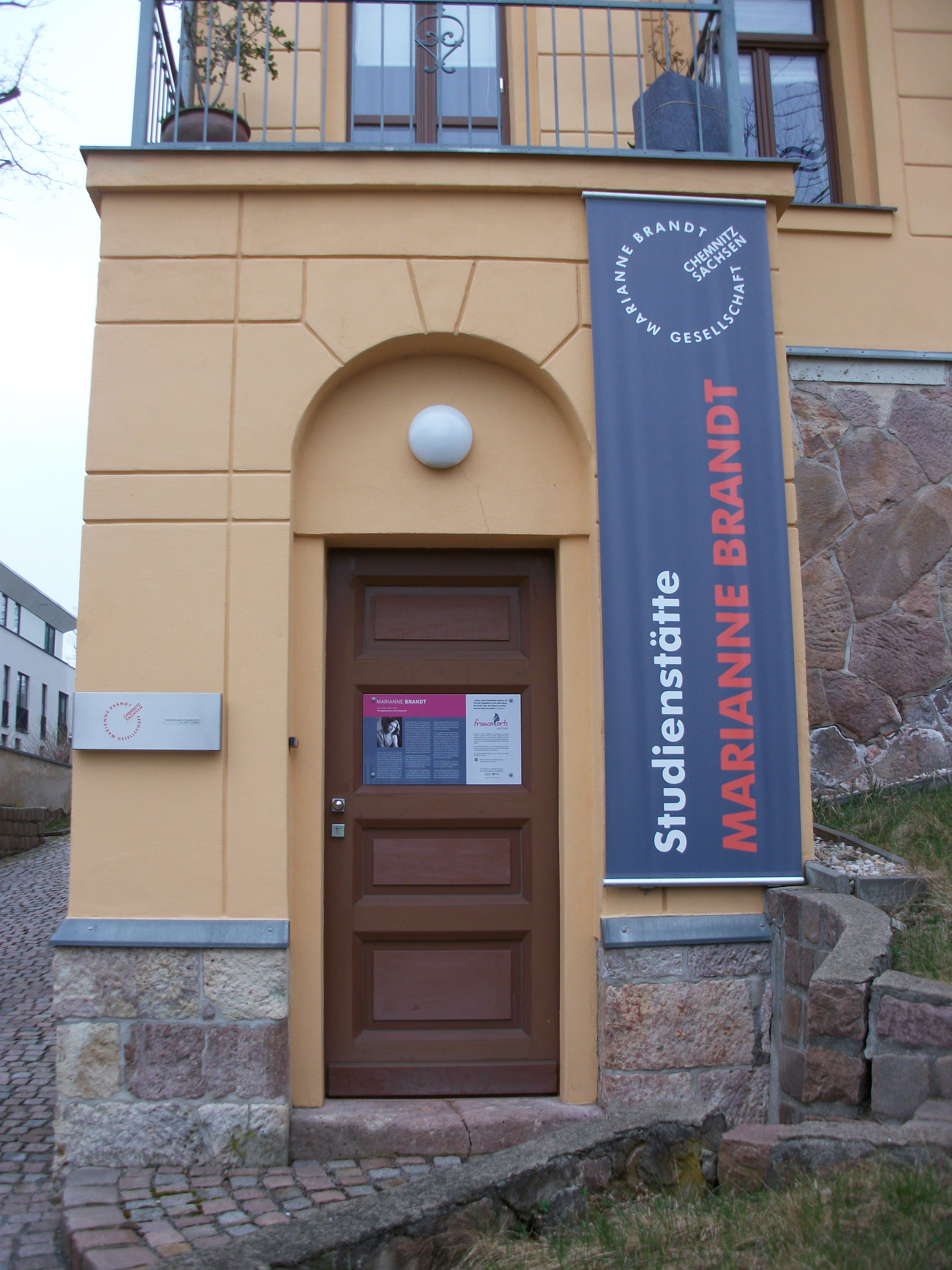
Marianne-Brandt-Haus (Chemnitz), Eingangstür

### Ausstellungen in der Sowjetischen Besatzungszone und der DDR
- 1946: Chemnitz, Kaufstätte Merkur („Chemnitzer Künstler stellen aus“)[34]
- 1948 und 1951 Chemnitz, Schlossberg-Museum („Mittelsächsische Kunstausstellung“)[35]

- 1977: Leipzig, Galerie am Sachsenplatz („Bauhaus“)

- 1978: Dresden, Kupferstichkabinett („Marianne Brandt, Hajo Rose, Kurt Schmidt. Drei Künstler aus dem Bauhaus“)

- 1978: Berlin, Nationalgalerie („Revolution und Realismus“)

- 1981: Dresden („25 Jahre NVA“)

### Postume Ausstellungen
- 2005/2006: Berlin, Bauhaus-Archiv („Tempo, Tempo! Bauhaus-Photomontagen von Marianne Brandt“)

- 2006: Cambridge, Busch-Reisinger Museum, Harvard University, („Tempo, Tempo! Bauhaus-Photomontagen von Marianne Brandt“)

- 2006: New York, International Center of Photography („Tempo, Tempo! Bauhaus-Photomontagen von Marianne Brandt“)

- Dauerausstellung: Studienräume der Marianne Brandt-Gesellschaft e. V. in Chemnitz[36]

### Eigene Schriften
- Marianne Brandt: Brief an die junge Generation. In: Eckhard Neumann (Hg.): Bauhaus und Bauhäusler. Erinnerungen und Bekenntnisse. Hallwag, Bern 1971, 5. Auflage, DuMont, Köln 1996, ISBN 3-7701-1673-9.

### Sekundärliteratur
- Hans Brockhage, Reinhold Lindner: Marianne Brandt. „Hab’ ich je an Kunst gedacht?“ Chemnitzer Verlag, Chemnitz 2001, ISBN 3-928678-63-9. S. 235.
- Torsten Bröhan, Thomas Berg: Design Classics, Taschen, Köln 2001, ISBN 3-8228-6876-0, S. 87, 98, 104–105.
- Charlotte Fiell, Peter Fiell (Hrsg.): Design des 20. Jahrhunderts, Taschen, Köln 2012, ISBN 978-3-8365-4107-7, S. 126–127.
- Anja Guttenberger: Fotografische Selbstportraits der Bauhäusler zwischen 1919 und 1933. Dissertation, Berlin 2012, online als PDF-Datei.
- A. Leisner: Gebrüder Ruppel Metallwarenfabrik. Urania Kultur- und Bildungsverein Gotha (Schriftenreihe Heft 17), Gotha 2000, S. 16–18.
- Reinhold Lindner: Eine Frau in der Metallwerkstatt – Marianne Brandt In: Britta Jürgs (Hg.): Vom Salzstreuer bis zum Automobil: Designerinnen, Aviva Verlag, Berlin 2002, ISBN 3-932338-16-2, S. 39–51.
- Ulrike Müller: Die klugen Frauen von Weimar: Regentinnen, Salondamen, Schriftstellerinnen und Künstlerinnen von Anna Amalia bis Marianne Brandt. Sandmann, München 2007.
- Ulrike Müller, Ingrid Radewaldt, Sandra Kemker: Bauhaus-Frauen. Meisterinnen in Kunst, Handwerk und Design. Elisabeth Sandmann, München 2009, ISBN 978-3-938045-36-7.
- Ulrike Müller: Bauhaus-Frauen. Marianne Brandt. In: EMMA, September/Oktober 2009.
- Brandt, Marianne. In: Hans Vollmer (Hrsg.): Allgemeines Lexikon der bildenden Künstler des XX. Jahrhunderts. Band 2: E–J. E. A. Seemann, Leipzig 1955, S. 298 (Textarchiv – Internet Archive – Leseprobe).
- Brandt, Marianne. In: Hans Vollmer (Hrsg.): Allgemeines Lexikon der bildenden Künstler des XX. Jahrhunderts. Band 5: V–Z. Nachträge: A–G. E. A. Seemann, Leipzig 1961, S. 335 (Textarchiv – Internet Archive – Leseprobe).
- Franz Xaver Schlegel: Brandt, Marianne. In: Allgemeines Künstlerlexikon. Die Bildenden Künstler aller Zeiten und Völker (AKL). Band 13, Saur, München u. a. 1996, ISBN 3-598-22753-1, S. 642.
- Brandt, Marianne. In: Dietmar Eisold (Hrsg.): Lexikon Künstler in der DDR. Verlag Neues Leben, Berlin 2010, ISBN 978-3-355-01761-9, S. 106/107
- Elizabeth Otto (Hrsg.): Tempo, Tempo! Bauhaus-Photomontagen von Marianne Brandt. Jovis, Berlin 2005, ISBN 978-3-936314-55-7.

- Manja Weinert: Die Fotomontagen und Foto–Text–Collagen von Marianne Brandt. Grin 2003, ISBN 978-3-638-71559-1.
- Anne-Kathrin Weise: Die Bauhauskünstlerin Marianne Brandt In: Tilo Richter (Hrsg.): Der Kaßberg. Ein Chemnitzer Lese- und Bilderbuch. Passage-Verlag, Leipzig 1996, ISBN 3-9805299-0-8. S. 259–270.
- Anne-Kathrin Weise: Marianne Brandt : Wegbereiterin des Produktdesigns. Wiesbaden : Weimarer Verlagsgesellschaft, 2018, ISBN 978-3-7374-0270-5.
- Elisabeth Wynhoff: Marianne Brandt: Fotografien am Bauhaus. Hatje Cantz, Ostfildern-Ruit 2003, ISBN 3-7757-1310-7. S. 104.
- Karsten Kruppe: Gestalten – ohne an Kunst zu denken. Zum Schaffen von Marianne Brandt, die am 18.6.1983 verstarb. In: Bildende Kunst, Berlin, 8/1983, S. 373–375
- Karsten Kruppe: Marianne Brandt. Annäherung an ein Leben., S. 48–53. in Die Metallwerkstatt am Bauhaus. Ausstellung im Bauhaus-Archiv, Museum für Gestaltung, Berlin, 9. Februar – 20. April 1992 / (hrsg. für das Bauhaus-Archiv von Klaus Weber), Kupfergraben Verlagsgesellschaft mbH, Berlin, 1992, ISBN 3-89181-405-4.
- Kai Uwe Schierz, Patrick Rössler, Miriam Krautwurst, Elizabeth Otto (Hrsg.): 4 „Bauhaus-Mädels“ : Arndt, Brandt, Heymann, Reichardt, Dresden, Sandstein 2019, ISBN 978-3-95498-459-6, 335 S.
- Marianne Brandt. In: Patrick Rössler, Elizabeth Otto: Frauen am Bauhaus. Wegweisende Künstlerinnen der Moderne. Knesebeck, München 2019, ISBN 978-3-95728-230-9. S. 80–85.
- Marianne Brandt und ihre Tätigkeit in der Metallwarenfabrik Ruppelwerke GmbH Gotha. Begleitender Katalog zur Ausstellung „Inspiriert vom Bauhaus – Gotha erlebt Moderne“ im KunstForum Gotha vom 15. November – 29. Dezember 2019. KulTourStadt Gotha GmbH (Hrsg.), Gotha 2019.

### Film
- Farbe, Form, Licht. Marianne Brandt – Eine Chemnitzer Künstlerin. Regie: Nicole Schink, Thomas Pencs; Produktion: Chemnitzer Filmwerkstatt e. V., 2002

## Ehrungen
An Marianne Brandt erinnern heute:

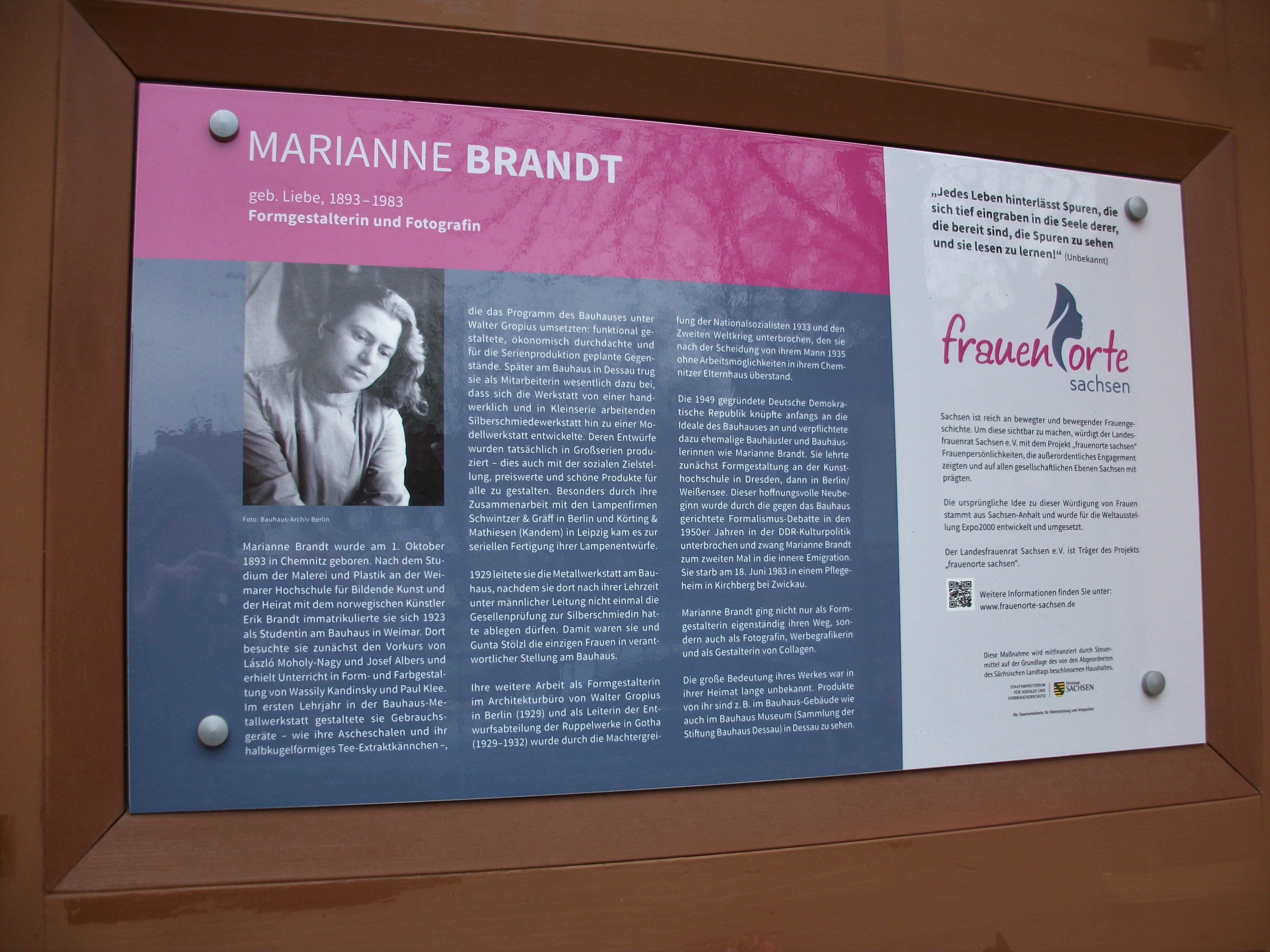
Frauenorte Sachsen, Infotafel Marianne Brandt am Marianne-Brandt-Haus in Chemnitz

- Straßen in Chemnitz und in München[37]
- Studienräume der Marianne Brandt-Gesellschaft e. V. im ehemaligen Wohn- und Elternhaus. Dort befindet sich auch eine Gedenktafel von Frauenorte Sachsen.
- Marianne-Brandt-Oberschule in Chemnitz